# Bistum Aarhus

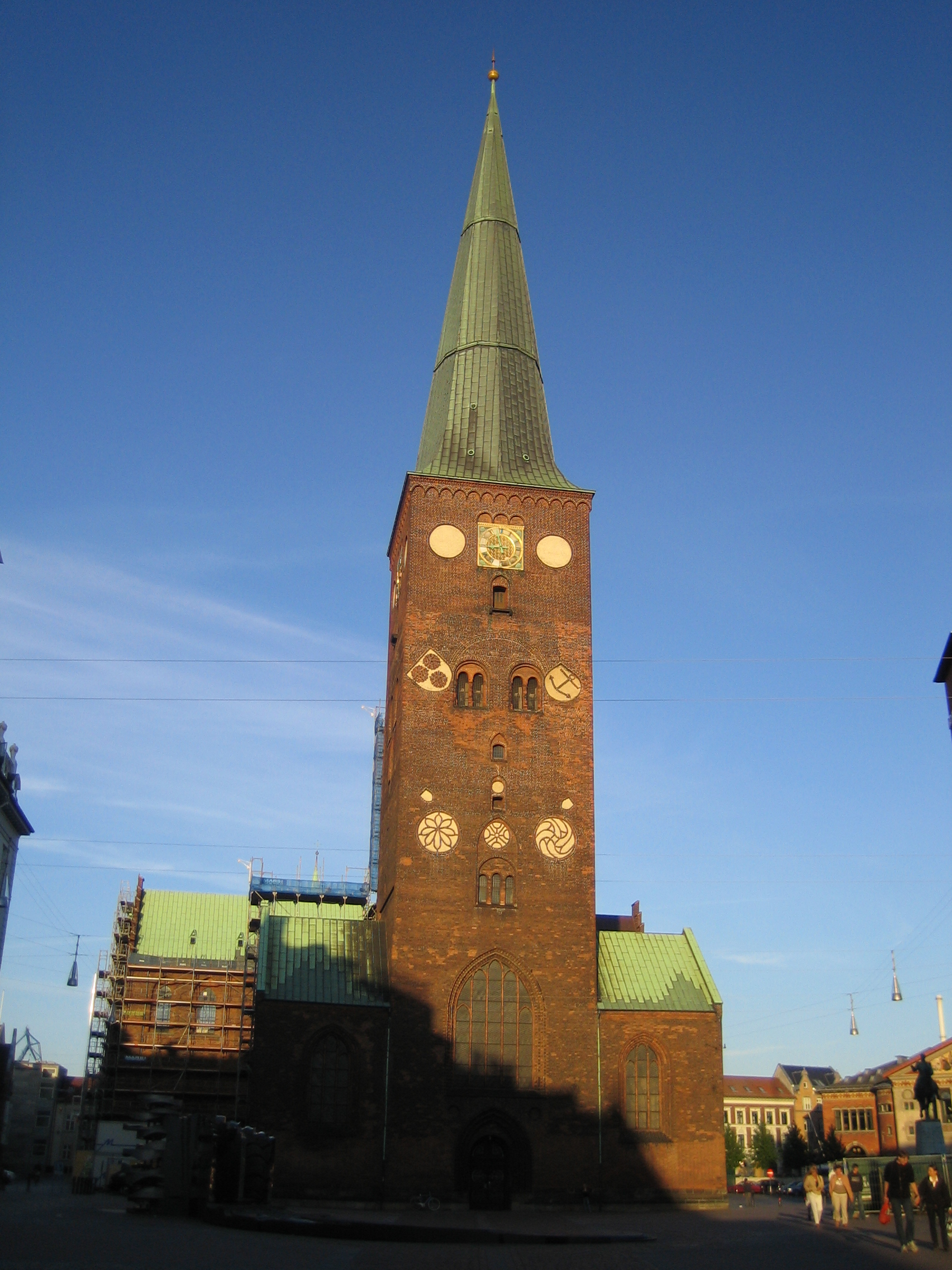
Dom zu Aarhus, Sitz des Bischofs von Aarhus

Das Bistum Aarhus (dänisch Aarhus Stift, früher Århus Stift)  ist eines von zehn Bistümern der Dänischen Volkskirche. Es erstreckt sich über einen großen Teil Nordost-Jütlands mitsamt einigen vorgelagerten Inseln und ist in 14 Propsteien aufgeteilt. Sein Sitz ist die Stadt Aarhus, wo der Dom zu Aarhus als Bischofskirche dient.

## Geschichte
Das Bistum Aarhus wird erstmals 948 erwähnt, als Erzbischof Adaldag von Hamburg-Bremen Reginbrand als Missionsbischof von Aarhus weihte, wofür er sich die Genehmigung des Papstes Agapitus II. eingeholt hatte. Nach Reginbrands Tod 988 kam es zur Auflösung des Bistums Aarhus und ganz Jütland bildete nun eine einzige Diözese, die ihren Sitz in Viborg oder Ribe hatte. 1060 wurde das Bistum Aarhus wiederhergestellt und erhielt als neuen Bischof Christian, der von Erzbischof Adalbert von Hamburg-Bremen eingesetzt wurde. Gegen 1065 wurden die Diözesangrenzen definitiv festgelegt. Bis 1104 war das Bistum eine Suffragandiözese von Hamburg-Bremen, danach eine der neu eingerichteten Erzdiözese Lund. Es grenzte im Norden an das Bistum Viborg, im Osten an das Kattegat und im Süden und Westen an das Bistum Ribe.
Bischof Ulfketel (1102–1134) plante die Stadt Aarhus und ließ dort ab 1102 eine Holzkirche errichten, in der sich die Reliquien des heiligen Clemens, Bischofs von Rom, befanden. Um 1180 wurde der ehrwürdige Niels, illegitimer Sohn des dänischen Königs Knut V., am Friedhof dieser Kirche begraben. Die an seinem Grab hinterlassenen Opfergaben ermöglichten die von Bischof Peder Vognsen um 1201 begonnene Errichtung eines steinernen Nachfolgebaus der Kirche, des St.-Clemens-Doms zu Aarhus. Dieser wurde um 1263 fertiggestellt, brannte aber 1330 größtenteils ab, woraufhin vor allem die Bischöfe Peder Jensen Lodehat (1386–1395) und Bo Mogensen (1395–1424) für die Erbauung des heutigen Gebäudes verantwortlich zeichneten. Die Zisterzienserabtei Øm hatte der streitbare Bischof Svend Udsson (1166–1191) gegründet.
Zu Beginn des 16. Jahrhunderts, kurz vor Einführung der Reformation, umfasste das Bistum Aarhus etwa 360 Pfarreien und 14 Klöster. Das Kapitel des Doms zu Aarhus bestand aus 34 Domherren. Die  Benediktiner besaßen Klöster in Esbenbeek, Vœr, Alling und Veierlov, die Augustiner-Chorherren in Tvilum, die Zisterzienser in Øm (ihr Kloster wurde erst 1560 aufgelöst) und die Kartäuser in Aarhus. Es gab auch Gotteshäuser der Dominikaner in Aarhus, Horsens und Randers und solche der Franziskaner in Horsens und Randers. Bis 1568 existierte in Horsens auch eine Gemeinde von Mitgliedern des Malteserordens. Schließlich unterhielten Mönche und Nonnen des Birgittenordens von 1412 bis 1592 ein Kloster in Mariager. Der letzte katholische Bischof von Aarhus, Ove Bille, und Paulus Heliae, Prior des Karmelitenklosters in Helsingør, widersetzten sich vergeblich der Einführung der Reformation. König Christian III. ließ Ove Bille 1536 gefangen nehmen.
Am 2. September 1537 führte Johannes Bugenhagen im Auftrag des Königs für die damals sieben dänischen Bistümer Superintendenten als Leiter ein. Erster lutherischer Superintendent (erst im 17. Jahrhundert wurde der Bischofstitel wieder eingeführt) war Mads Lang (1537–1557). Im 18. Jahrhundert wurde das Bistum durch den Pietismus geprägt, von den großen Erweckungen des 19. Jahrhunderts jedoch kaum erfasst. Bei der Gründung des Bistums Haderslev im Jahr 1922 fiel der südliche Teil des Bistums Aarhus (weitgehend die heutige Kommune Hedensted) an das neue Bistum.

## Organisation und Leitung
Das Bistum Aarhus hatte am 1. Januar 2017 657.439 Mitglieder, was 78,5 % der Wohnbevölkerung entspricht. Es hat 336 Gemeinden und ca. 330 Pfarrer, davon auch einige in übergemeindlichen Diensten.
Wie in den anderen Bistümern der Dänischen Volkskirche wird im Bistum Aarhus die Leitung gemeinsam von einem Bischof und einem staatlich eingesetzten Verwaltungsdirektor (stiftamtmand) ausgeübt, der als „Laie“ vor allem für die juristischen, finanziellen und technischen Fragen zuständig ist. Seit 2015 amtiert Henrik Wigh-Poulsen als Bischof von Aarhus, als stiftamtmand fungiert seit 2013 der Vizedirektor der Statsforvaltningen, Torben Sørensen. Wesentliche Mitspracherechte werden durch den Bistumsrat (stiftsråd) ausgeübt, zu dem neben dem Bischof und dem Dompropst Pfarrer und Kirchenvorstände aus den 14 Propsteien gehören.